# Оттербах (Рейнланд-Пфальц)
Оттербах (нем. Otterbach) — община в Германии, в земле Рейнланд-Пфальц.
Входит в состав района Кайзерслаутерн. Подчиняется управлению Оттербах. Население составляет 3987 человек (на 31 декабря 2010 года). Занимает площадь 6,19 км².